# Marina Maggessi
Marina Terra Maggessi de Souza (Rio de Janeiro, 11 de fevereiro de 1959 — Rio de Janeiro, 9 de junho de 2017) foi uma policial e política brasileira, filiada ao Partido Popular Socialista (PPS).

## Biografia
Formada em Jornalismo, nunca exerceu a profissão. Ingressou na Polícia Civil do Estado do Rio de Janeiro como Inspetora. Quando chefiou a Coordenadoria de Inteligência da corporação, ganhou notoriedade quando sua equipe proporcionou a prisão de grandes criminosos do Rio de Janeiro na época, como Elias Maluco e Uê.
Estreou na política em 2006, quando foi eleita deputada federal pelo Partido Popular Socialista, com 55.031 votos. Em 2008 lançou o livro autobiográfico "Dura na Queda" - Editora Objetiva.
Em 2008, durante a CPI das Milícias, presidida pelo deputado estadual Marcelo Freixo, foi investigada por suposta ligação com milícias. Maggessi foi acusada de ter feito campanha na favela Rio das Pedras, em Jacarepaguá, enquanto ainda atuava como Inspetora da Polícia Civil, com apoio do grupo paramilitar que controla a região.
Presidiu de 2009 a 2010 a Comissão de Segurança Pública e Combate ao Crime Organizado da Casa.
Em 2010, decidiu não mais concorrer à Câmara Federal.

### Morte
Morreu em 9 de junho de 2017, no CTI do Hospital São Francisco na Providência de Deus no Rio de Janeiro ,onde tratava de uma doença renal, de falência múltipla dos órgãos.